# Норма (Италия)
Вижте пояснителната страница за други значения на Норма.
Но̀рма (на италиански: Norma) е малко градче и община в Централна Италия, провинция Латина, регион Лацио. Разположено е на 410 m надморска височина. Населението на общината е 4103 души (към 2010 г.).